# ملف تعريف ارتباط زومبي
ملفات تعريف الارتباط الزومبي (بالإنجليزية: Zombie Cookie)‏ أو كوكيز الزومبي هي نوع مِن ملفات تعريف الارتباط التي يُمكن تنصيبها على محرك بحث في شبكة الويب العالميَّة، ويمكنها أن تتتبع سِرًا زيارات المُستخدم لأي موقع ويب عن طريق محركات البحث لديهِ، ولا يمكن التخلص منها عن طريق الحذف [الإنجليزية] (أي حذفها كما تُحذف ملفات تعريف الارتباط العاديَّة).

## الجَدَل
أُعلن أَنَّ بعض الشركات الإعلانيَّة عبر الإنترنت التي تعتمد عليها جوجل وياهو وفيسبوك ملفات التي تعود بعد الحذف [الإنجليزية] لتتبُّع ما يتصفحهُ عُملاء شركة فيرايزون للاتصالات اللاسلكية، حيثُ اشتكى بعض المُستخدمون مِن أنَّهُ يُمكن استخدام رقم التتبع من قبل أي موقع ويب قاموا بزيارته مِن هواتفهم لإنشاء ملف حول «سلوكهم» أو «ما هي المواقع التي ذهبوا إليِّهَا» و«التطبيقات التي استخدموها».